# Knut Torell
Knut Emanuel Torell (1. maj 1885 – 24. december 1966) var en svensk gymnast som deltog i OL 1912 i Stockholm.
Torell blev olympisk mester i gymnastik under OL 1912 i Stockholm. Han var med på det svenske hold som vandt holdkonkurrencen for hold i svensk system. Hold fra tre nationer var med i konkurrencen, der blev afholdt på Stockholms Stadion. 